# Jean Baratte
Jean Baratte (Lambersart, 7 de junio de 1923–Faumont, 1 de julio de 1986) fue un futbolista internacional francés que jugaba en la posición de delantero. También trabajó como director técnico. Es un jugador histórico del club Lille OSC y el duodécimo goleador en la Ligue 1.

## Títulos
Como jugador
- División 1: 1946, 1954 con Lille OSC
- División 1 (goleador): 1948, 1949 con Lille OSC
- Coupe de Francia: 1946, 1947, 1948, 1953 con Lille OSC